# 尼康D50

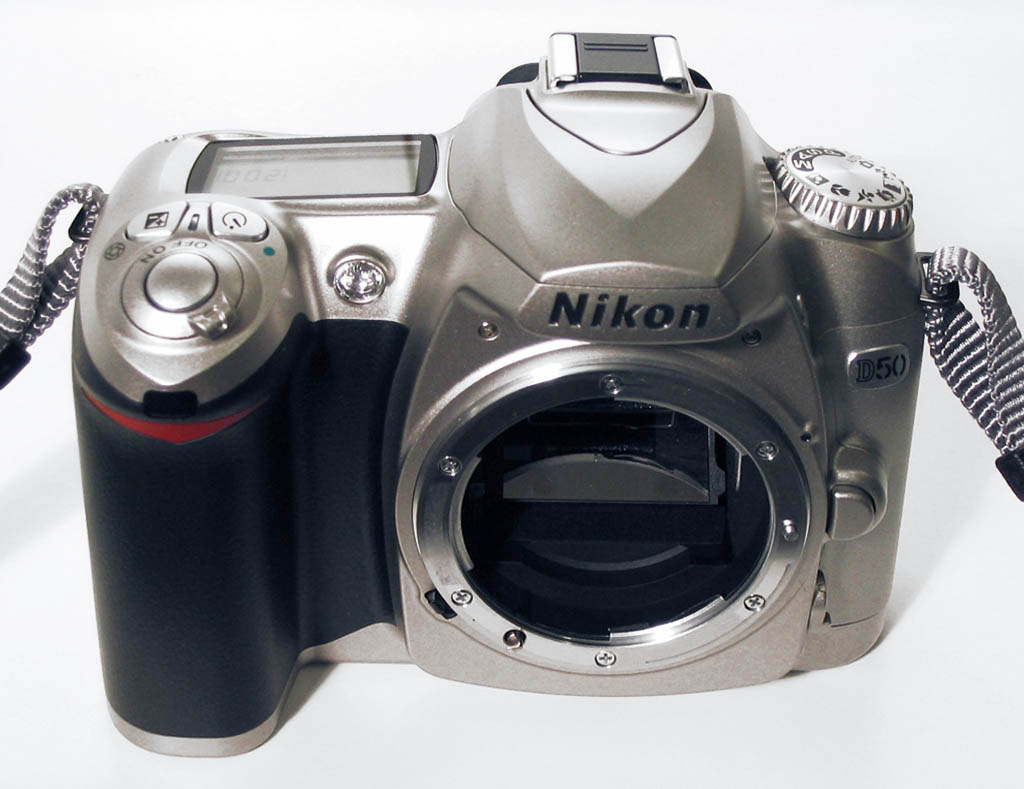
Nikon D50 機身正面

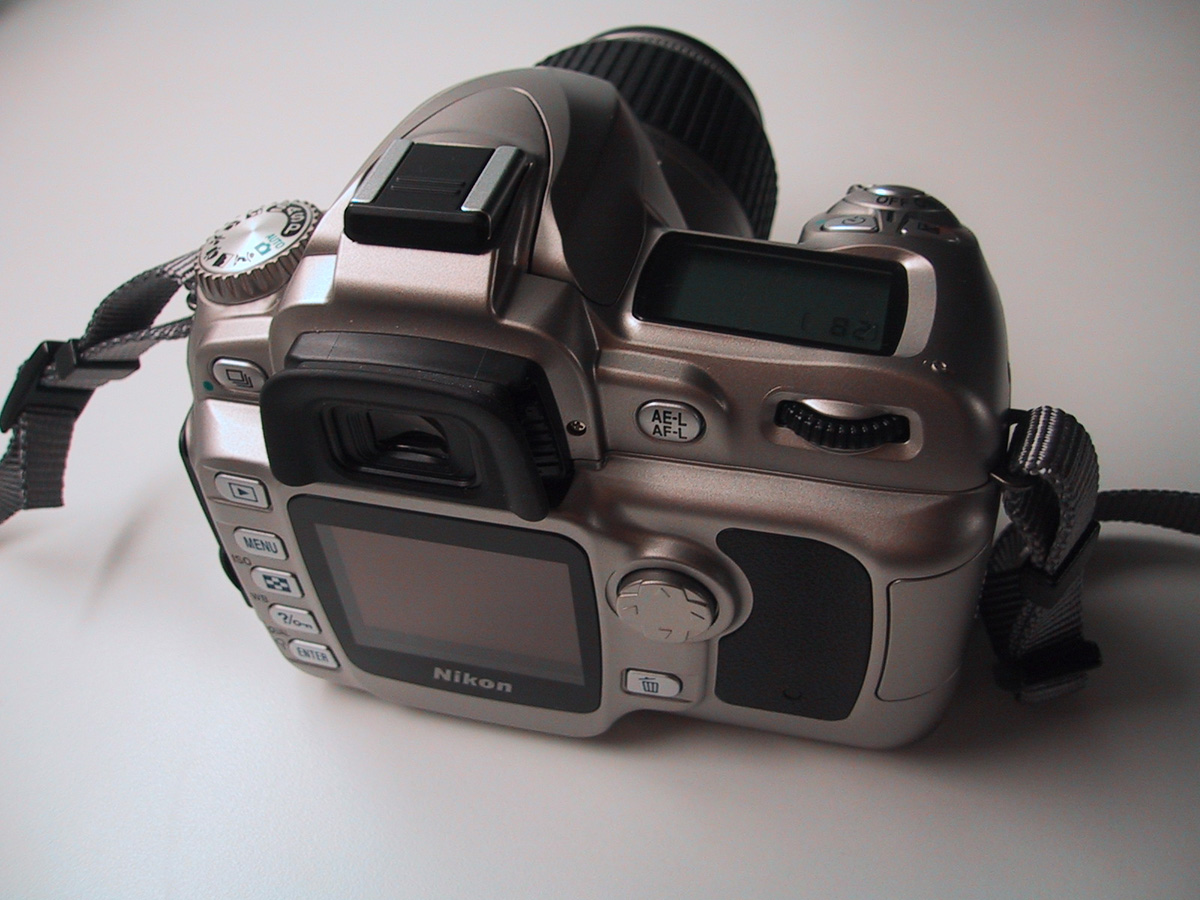
Nikon D50 機身背面

Nikon D50是尼康在2005年4月20日和Nikon D70s一起發表的數位單眼相機，採取APS-C規格。D50與Nikon以往的數位單眼相機最大的不同點在於，D50簡化了部份功能，並且針對家庭用途加強了小孩、寵物等情境模式，同時色調呈現上也與Nikon以往的照相機不同，較為偏暖。
D50在台灣於2005年6月29日與日本同步上市，有銀黑二色，所搭配的Kit鏡頭則是AF-S DX Zoom-Nikkor 18-55mm f/3.5-4.5G IF ED。

## 規格
- 感光元件採用有效像素610萬像素CCD圖像傳感器，最大解像度3008×2000。
- 對焦系統採用尼康Multi-CAM900五點自動對焦模組。
- 支援三種曝光模式，光圈先決（A）、快門先決（S）、手動曝光（M）。
- 快門速度為1/4000至30秒，支援B快門，感光度支援範圍由ISO 200至ISO 1600。
- 2.5英寸TFT LCD熒光幕；
- 使用記憶卡為SD卡格式。
- 使用尼康專用的EN-EL3鋰電池，或三枚CR2規格鋰電池。
- 機身重量540克，體積133×102×76公釐。

## 參照
- Nikon